# 河沙駅
河沙駅（かさえき、中文表記: 河沙站、英文表記: Hesha Station）は、中華人民共和国広東省広州市茘湾区にある広州地下鉄6号線の駅。

## 駅構造
島式ホーム1面2線の地下駅。

## 沿革
2013年12月28日-開業

## 隣の駅
■6号線
沙貝駅 - 河沙駅 - 坦尾駅